# III. třída okresu České Budějovice
III. třída okresu České Budějovice patří společně s ostatními třetími třídami mezi deváté nejvyšší fotbalové soutěže v Česku. Je řízena Okresním fotbalovým svazem České Budějovice. Hraje se každý rok od léta do jara se zimní přestávkou. Vítěz každé ze skupin postupuje do II. třídy okresu České Budějovice.

## Vítězové

### III. třída okresu České Budějovice skupina A
| Ročník    | Vítězný tým                        |
| --------- | ---------------------------------- |
| 2003/2004 | SK Sedlec                          |
| 2004/2005 | SK Jankov „B“                      |
| 2005/2006 | TJ Calofrig Borovany               |
| 2006/2007 | TJ Mokré                           |
| 2007/2008 | FK Olešník „B“                     |
| 2008/2009 | TJ Dolní Bukovsko                  |
| 2009/2010 | TJ Sokol Dubné                     |
| 2010/2011 | TJ Sokol Neplachov                 |
| 2011/2012 | SK Nemanice                        |
| 2012/2013 | FC Mariner Bavorovice „B“          |
| 2013/2014 | FK Borek                           |
| 2014/2015 | FK Boršov nad Vltavou              |
| 2015/2016 | FK Olympie Týn nad Vltavou         |
| 2016/2017 | SK Úsilné                          |
| 2017/2018 | TJ Lokomotiva České Budějovice „B“ |
| 2018/2019 |                                    |

### III. třída okresu České Budějovice skupina B
| Ročník    | Vítězný tým                           |
| --------- | ------------------------------------- |
| 2004/2005 | Soutěž se nehrála.                    |
| 2005/2006 | Soutěž se nehrála.                    |
| 2006/2007 | SK Lišov „B“                          |
| 2007/2008 | TJ Malše Roudné „B“                   |
| 2008/2009 | FK Boršov nad Vltavou                 |
| 2009/2010 | FC Nové Hodějovice                    |
| 2010/2011 | TJ Sokol Kamenný Újezd „B“            |
| 2011/2012 | FC Nové Hodějovice                    |
| 2012/2013 | TJ Nová Ves                           |
| 2013/2014 | TJ Nové Hrady                         |
| 2014/2015 | TJ Slavoj Srubec                      |
| 2015/2016 | SK Dobrá Voda u Českých Budějovic „B“ |
| 2016/2017 | TJ Sokol Římov                        |
| 2017/2018 | SK Rudolfov „B“                       |
| 2018/2019 |                                       |